# Tetragoneura jaunai
Tetragoneura jaunai är en tvåvingeart som beskrevs av Lane 1952. Tetragoneura jaunai ingår i släktet Tetragoneura och familjen svampmyggor. Inga underarter finns listade i Catalogue of Life.